# Chocoladegoerami
Een chocoladegoerami (Sphaerichthys osphromenoides) is een vreedzame maar schuwe vis. De mannetjes zijn meestal intensiever van kleur dan de vrouwtjes.
Van oorsprong komt de chocoladegoerami uit Sumatra, Maleisië en Malakka. Ze komen daar voor in ondiepe plassen en beekjes. Dit is meestal stilstaand water.
Omdat deze vissen zuurstof opnemen uit de atmosfeer blijven ze meestal dicht bij de oppervlakte. Ze zoeken daar meestal een schuilplaats onder bladeren, in planten of andere schuilplaatsen.
Chocoladegoerami's doen het het best wanneer ze in een paartje worden gehouden. Hoewel deze vis niet echt een scholenvis is, vindt deze goerami het wel fijn als er meerdere soortgenoten in de buurt zijn.
Het mannetje kan tijdens de paartijd agressief worden tegen andere medebewoners. Want het mannetje maakt een nest dat hij beschermt met zijn eigen leven.
Deze vissen zijn erg gevoelig voor ziektes door vervuild water of als de conditie van het water snel verandert. Daarom worden deze vissen niet snel in een aquarium gehouden.
1. ↑  (en) Chocoladegoerami op de IUCN Red List of Threatened Species.